# Senningen
Senningen (Luxemburgs: Sennéng) is een plaats in de gemeente Niederanven en het kanton Luxemburg in Luxemburg. Senningen telt 371 inwoners (2001).